# 1047 (numero)
Millequarantasette (1047) è il numero naturale dopo il 1046 e prima del 1048.

## Proprietà matematiche
- È un numero dispari.
- È un numero composto da 4 divisori: 1, 3, 349, 1047. Poiché la somma dei suoi divisori (escluso il numero stesso) è 353 < 1047, è un numero difettivo.
- È un numero semiprimo.
- È un numero omirpimes.
- È un numero nontotiente in quanto dispari e diverso da 1.
- È un numero congruente.
- È un numero odioso.
- È un numero intero privo di quadrati.
- È parte delle terne pitagoriche  (540, 897, 1047), (1047, 1396, 1745), (1047, 60896, 60905), (1047, 182700, 182703), (1047, 548104, 548105).

## Astronomia
- 1047 Geisha è un asteroide della fascia principale del sistema solare.
- NGC 1047 è una galassia nella costellazione della Balena.
- IC 1047 è una galassia nella costellazione di Boote.

## Astronautica
- Cosmos 1047 è un satellite artificiale russo.